# FightAIDS@Home

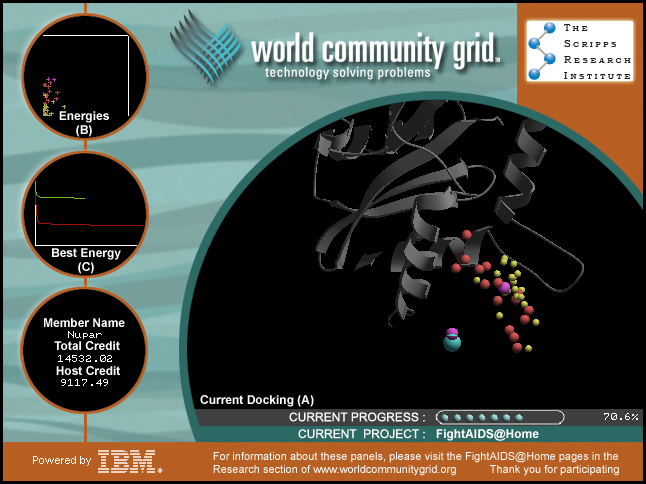
FightAIDS@Home Bildschirmschoner

FightAIDS@Home ist ein Projekt des World Community Grid für verteiltes Rechnen. Ziel des Projektes ist es, neue Medikamente zur Behandlung HIV-Infizierter zu finden.
Das Projekt wird von IBM weltweit unterstützt. 
In Deutschland beteiligt sich die Hochschule Heilbronn als Partner an dem Projekt. Eine private deutsche Informationsseite ist seit dem 21. Dezember 2005 abrufbar.
Zur Teilnahme muss nach einer Registrierung auf der Website von World Community Grid ein kleines Programm (der sogenannte „Grid-Client“) installiert werden, das für Windows und mittlerweile auch für Linux und Mac im Rahmen der BOINC-Software erhältlich ist. Dieses Programm bezieht dann von der Webseite ein Aufgabenpaket. 
Bei FightAIDS@Home besteht dieses Aufgabenpaket aus Simulationen, die testen sollen, welches Medikament am ehesten geeignet ist, an das HI-Virus „anzudocken“. Die Medikamente, die nach Abschluss der Simulationen am ehesten geeignet erscheinen, werden im Anschluss in klinischen Tests auf ihre Eignung überprüft. Durch das vorherige Simulieren mithilfe des „verteilten Rechnens“ können die teuren klinischen Tests möglichst effektiv eingesetzt werden.
Die Ergebnisse der Berechnungen sollen gemeinfrei der Forschung zur Verfügung gestellt werden.